# ミーティア (ミサイル)
ミーティア（Meteor）は、イギリス空軍、ドイツ空軍、スペイン空軍、イタリア空軍のユーロファイター、フランス空軍のラファール、スウェーデン空軍のサーブ グリペンなどに搭載するためにMBDA社が開発しているアクティブレーダー誘導の長距離空対空ミサイル。視程外射程の空対空ミサイル（BVRAAM; Beyond-Visual-Range Air-to-air Missile）。
2000年から本格開発が開始され、強力な電子妨害を受ける環境においても、遠距離の多目標攻撃能力を有することを目標としている。

## 経緯
開発当初から、ミーティア・プログラムはヨーロッパ諸国の様々な軍需産業の強化を狙っていた。イギリス国防省（MoD）からプロセスに沿った情報提供（RFI） に応えた7つの企業のうち、開発チームの一員としてMBDAに加わっているのは5つであり、もう2つは主なリスク軽減のための提携を行っている。ミーティアの開発・選定はアメリカ企業が寡占していた長距離空対空ミサイル市場の一角をヨーロッパ企業が獲得したことを意味する。
イギリス空軍のBAeダイナミクス社製スカイフラッシュの後継となる次世代空対空ミサイルとしてイギリス「国防要求書（航空）1239」に基づいて選定された。詳細な性能要求に関する発表はなかったが、機動力を高め、終末誘導時において、当時の最新技術を使用したヒューズ・エアクラフト（現レイセオン）社製AIM-120 AMRAAMの射程を上回る3倍の回避不能ゾーン（no-escape zone）を要求したと考えられている。これはSu-27に搭載するラムジェットエンジン搭載の長射程空対空ミサイルR-77-PDに対抗することが、ミーティアの必要条件の基礎を形成した。
ミーティアの外装とサイズは、タイフーンに半埋め込み式で搭載でき、AMRAAMと大差ない大きさという制限がある。

## 派生型

### JNAAM
MBDAが検討しているF-35のウェポンベイに4発搭載できるように制御翼を20%短くしエアインテークの形状を変更した改良型。JNAAMはJoint New Air-to-Air Missile（統合新型空対空ミサイル）の略称である。
2014年7月17日この改良型に搭載するシーカーに関して、日本とイギリスの間で共同研究することが決定された。この研究はミーティアに日本のシーカー技術を適用した場合どの程度の性能になるかをシミュレーションするものである。
2016年1月9日に発表された日英外務・防衛閣僚会合共同声明では、JNAAMの実現可能性に係る研究の第1段階が成功し、第2段階へ移行するとした。
2018年より、2018年度から6年間で日本が製造する小型・高性能電波シーカーの試製品と欧州6カ国（イギリス主導）が共同開発した、ダクテッド・ロケット・エンジンを搭載した誘導弾「Meteor」を組み合わせた研究用の試製誘導弾を用いて、日英共同で実射実験などを実施する計画が実施されている。この計画はJNAAMの実現可能性に係る研究の第3段階にあたり、「Joint Research Programme（JRP）」と呼ばれている。
2023年、防衛装備庁は日英が共同開発を進めていたJNAAMについて、2023年に実施する試射をもって、Joint Research Programを終了すると発表した。

### 対レーダー型
2001年にARMIGERを補佐するものとしてユーロファイターの凹みに搭載できる対レーダーミサイル型を検討していることが報じられた。
2006年にARMIGERの開発が中止されたあとも、イタリアが小型化したAGM-88Eのシーカーを搭載したものの開発を検討していたが、財政上の問題により開発は行われていない。

## 運用国
- イギリス：イギリス空軍（タイフーン）
- ドイツ：ドイツ空軍（タイフーン）[14]
- ギリシャ：ギリシャ空軍[15]
- インド：インド空軍[16]
- イタリア：イタリア空軍（タイフーン）[17]
- スペイン：スペイン空軍（タイフーン）
- フランス：フランス空軍[18]（ラファール）
- カタール：カタール空軍[19]
- スウェーデン：スウェーデン空軍（グリペン）